# Лагуни Нової Каледонії
20°35′ пд. ш. 165°15′ сх. д. / 20.583° пд. ш. 165.250° сх. д.
Лагу́ни Ново́ї Каледо́нії (повна назва — Лагуни Нової Каледонії: різноманіття коралових рифів та їх екосистем; англ. Lagoons of New Caledonia: Reef Diversity and Associated Ecosystems, фр. Lagons de Nouvelle-Calédonie: diversité récifale et écosystèmes associés) — частина акваторії на півночі Нової Каледонії, заморської території Франції, яка є частиною Світової спадщини ЮНЕСКО.
Об'єкт складається з 6 акваторій, морських кластерів, де найбільш зосереджене різноманіття коралових рифів та пов'язаних з ними екосистем Нової Каледонії. Коралові рифи, які утворюють своєрідний Бар'єрний риф, є одними з 3 найбільших таких аналогів у світі. Лагуни відрізняються своїм значним видовим різноманіттям коралів та риб. До складу коралових рифів відносяться різні за віком структури — від живих до скам'янілих багато століть тому. Їхньою особливістю є також плавний перехід від однієї екосистеми до іншої та концентрація найбагатшого у світі різноманіття рифотвірних структур. Лагуни на сьогодні залишаються недоторканими, де мешкають великі хижаки та різноманітні численні риби. Вони забезпечують середовище проживання зникаючим видам риб, черепах, морських ссавців, серед яких третя за кількістю у світі популяція дюгоней.

## Історія
В 1970 році на півночі Великої Південної лагуни був створений морський заповідник Ів Мерле. На 1990 рік територія охоронних зон на півночі Нової Каледонії збільшилась. В 1997 році управління заповідною зоною було покладено на керівництва трьох провінцій та центрального уряду Нової Каледонії. У 2008 році територія була віднесена до списку Світової спадщини ЮНЕСКО.

## Географія
Лагуни та коралові рифи навколо них є одними з найкрасивіших рифових систем у світі завдяки великій різноманітності біоформ, що розташовані на невеликій території. Вона представлена подвійним бар'єрним рифом, зовнішніми рифами, кораловими островами та сітчастими рифовими утвореннями прибережної зони на заходів головного острова. Краса підводного світу продовжується на поверхні у вигляді масивних коралових структур, скелястих арок, печер та гротів.
Територія об'єкта розкинулась на великій території, яка витягнута з північного заходу на південний схід. Крайні точки:
- північна — 17°50' пд.ш.
- південна — 23°10' пд.ш.
- західна — 162°45' сх.д.
- східна — 167°75' сх.д.

Об'єкт знаходиться за 1700 км на схід від Австралії та за 1400 км на північ від Нової Зеландії. Кораловий риф має довжину 1500 км і обмежовує головний острів з півночі, при цьому захоплюючи сусідні острови Белеп та багато дрібніших. Загальна площа акваторій становить 15743 км², окрім того площа буферної зони — 12871 км², з яких акваторія становить 7947 км² та сухопутна — 4924 км².

### Структура
| № | Кластери                                                            | Провінція          | Охоронна територія, км² | Морська буферна зона, км² | Сухопутна буферна зона, км² |
| - | ------------------------------------------------------------------- | ------------------ | ----------------------- | ------------------------- | --------------------------- |
| 1 | Південна Велика лагуна Grand Lagon Sud (GLS)                        | Південна провінція | 3145                    | 3131                      | 158                         |
| 2 | Західна берегова зона Zone Côtière Ouest (ZCO)                      | Південна провінція | 482                     | 325                       | 1713                        |
| 3 | Північно-Східна берегова зона Zone Côtière Nord et Est (ZCNE)       | Північна провінція | 3714                    | 1002                      | 2845                        |
| 4 | Північна Велика лагуна Grand Lagon Nord (GLN)                       | Північна провінція | 6357                    | 1057                      | 64                          |
| 5 | Атоли д'Ентрекасто Atolls d'Entrecasteaux (ADE)                     | Нова Каледонія     | 1068                    | 2168                      | -                           |
| 6 | Атоли Увеа та Ботан-Бопре Atoll d'Ouvéa et Beautemps-Beaupré (AOBB) | Провінція Луайоте  | 977                     | 264                       | 144                         |

## Природа

### Флора

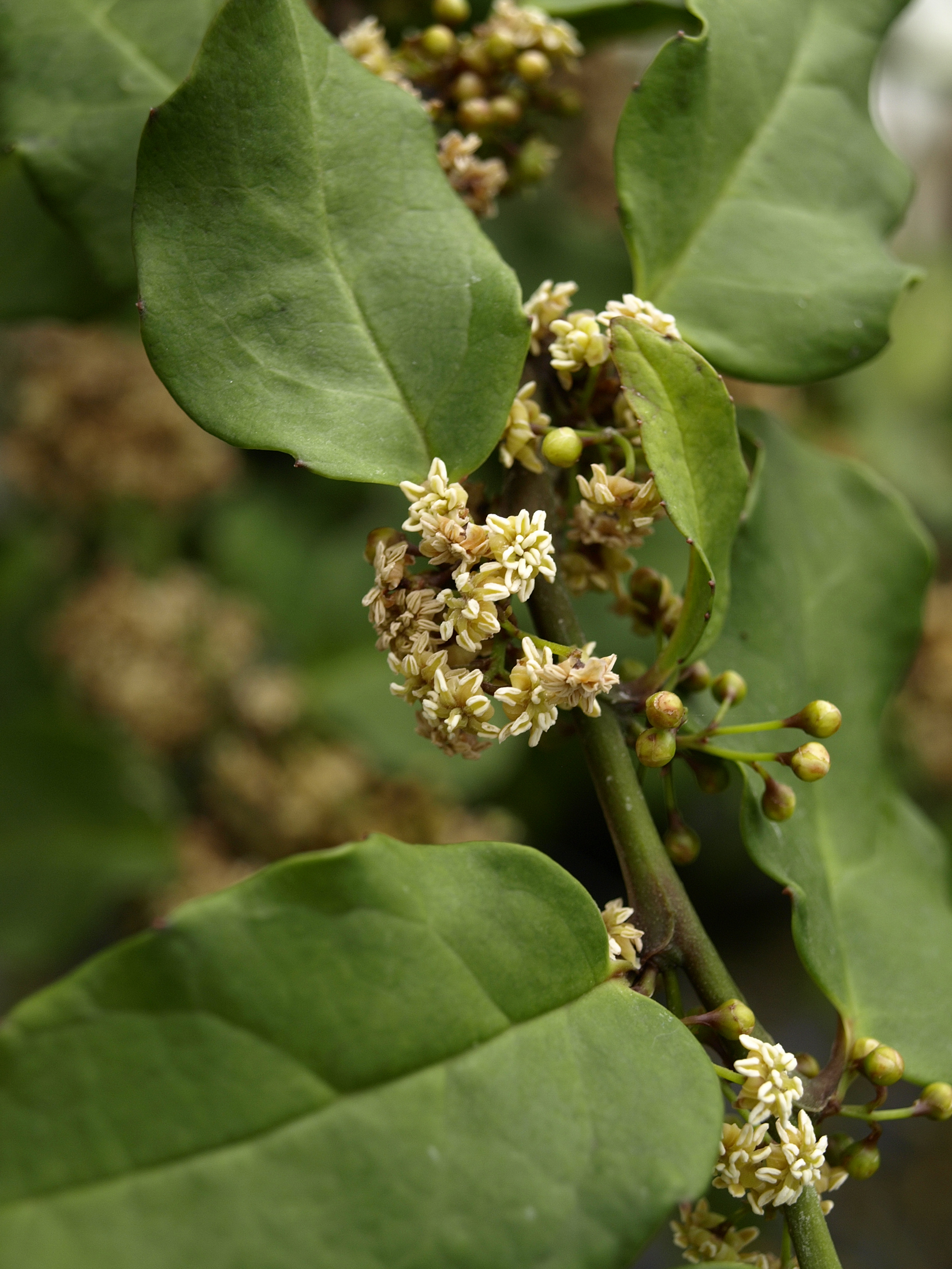
Amborella trichopoda

Надзвичайно багаті на метали ґрунти підтримують близько 3270 видів судинних рослин, з яких 2430 видів є ендеміками, а це становить 74,4 %. Це є третій показник кількості ендеміків в Океанії (найбільше на Гаваях — 89 % та Новій Зеландії — 83 %). Материкове походження Нової Каледонії, яка лежить в східній окраїні Австралійської плити і є частиною колишнього материка Гондвана, призвело до того, що на островах поширені хвойні рослини, попри його субтропічне розташування; 43 види з 44 є ендеміками. Найбільше поширені рослини родин араукарій та подокарпій. Окрім хвойних поширені також і покритонасінні, серед яких існує цілих 5 ендемічних родин та один ендемічний вид з іншої родини — Amborella trichopoda. Серед усіх поширених рослин, 65 відносяться до ряду тих, які знаходяться у небезпеці, та 27 видів критичної небезпеки.
Всю рослинність можна розподілити на 5 різних типів:
- вічнозелені вологі тропічні низинні ліси — займають площу 4 тис. км²; тут зростають 2012 видів, з яких 82,2 % ендеміків; особливістю цих лісів є поширення папороті — 260 видів;
- склерофітові ліси — розкидані на невеликі ділянки загальною площею 45 км²; тут зростають 456 видів, з яких 57,5 % ендеміків та 60 видів, які зростають лише тут;
- маквіс — колючі чагарники площею 4,4 тис. км², де зростає 1144 види, з яких 89 % ендемічних;
- висотний вологий маквісовий ліс едафічного походження — займає площу 100 км²; тут зростає 200 видів, 91 % з яких є ендеміками;
- антропогенна саванна — територія, яка була знеліснена людиною в ході своєї діяльності, загальна площа становить 6 тис. км²; а також болота.

Найпоширенішими деревними видами є представники роду Араукарія (Araucaria), якої зростає 19 видів, 13 з яких поширені у вологому маквісі (наприклад, Araucaria nemorosa та Araucaria columnaris). Тут також поширені рослини роду Панданус (Pandanus), 37 ендемічних видів пальм з 16 ендемічних родів, серед яких останні 30 дерев Lavoixia macrocarpa. 26 видів занесені до списку як ті, які знаходяться під критичною небезпекою. Окрім того в 2001 році було відкрито і новий вид — Captaincookia margareta.
На заході Нової Каледонії поширені мангрові ліси, які простягаються на 50 % узбережжя. Вони утворені 16 видами і займають площу 270 км². Підводна рослинність вивчена недостатньо, робота з цього напрямку проводиться досить активно. Вже вивчені популяції деяких водоростей та морських трав. Серед останніх знайдено 12 видів, наприклад Cymodacea та Thalassia. Водоростей було описано 322 види з 46 родин, але за підрахунками вчених тут налічується понад 1000 видів. На мілководді зростають представники родів Caulerpa, Halimeda, Avrainvillea та Utodea, на твердому від коралів ґрунті — синьо-зелені водорості, а також види з родів Sargassum та Homophysa. На глибині 15-25 м поширені червоні водорості.

### Фауна
Через велику різноманітність місць проживання, порівняно високу температуру води, висхідні потоки прохолодної води, невисоку солоність, відмінність західного та східного узбережжя, Нова Каледонія дуже багата на видовий склад — понад 15 тисяч, з яких наземних 4300. Кількість описаних видів на території об'єкта становить 5055, з яких 1695 видів риб з 199 родин, 900 видів кнідарій (серед яких корали та медузи), 841 вид ракоподібних, 802 — молюски, 203 — черви, 254 — голкошкірі, 220 — асцидії, 151 — губки, 22 — морські ссавці, 14 — морські змії та 4 види черепах. (за іншими даними видовий склад об'єднує 5980 видів, з яких 5 % ендеміки).
Популяції риби поділяють умовно на 3 зони:
- риби коралових рифів;
- риби естуаріїв та мангрових заростей;
- лагунні риби.

Найпоширенішими рибами є групери малабарський Epinephelus malabaricus та квінслендський Epinephelus lanceolatus, губань горбоголовий Cheilinus undulatus та скати Taeniura meyeni і Urogymnus asperrimus, морський коник естуарієвий Hippocampus kuda та тунець великоокий Thunnus obesus. Серед акул тут мешкають рідкісні види: новокаледонська котяча Aulohalaelurus kanakorum, велика біла Carcharodon carcharias, довгокрила Carcharhinus longimanus, сіра рифова Carcharhinus amblyrhynchos, акула-нянька іржава Nebrius ferrugineus, китова Rhincodon typus та леопардова Stegostoma fasciatum. Окрім того описано також і 85 видів прісноводних риб (на 2006 рік).
Серед значного біорізноманіття коралових рифів зустрічається велика кількість ендеміків. Тут мешкають дюгоні, які знаходяться під загрозою вимирання, поширені зелені черепахи, які відкладають яйця на берегах лагун.

## Проблеми
Рифи, які розташовані поряд з гирлами річок, завдаються негативного впливу від наносів з гірничодобувної та сільськогосподарської діяльності людини, а також від знищення мангрових заростей, які утримують седименти. Саме для попередження в майбутньому такого впливу, лагуни в 2008 році були занесені до списку Світової спадщини ЮНЕСКО. Проте проблема не зникла — так, навесні 2009 року, стався новий потужний кислотний викид з нового нікелевого заводу Вале-Інко, який вбив близько 2 тис. рибин.

## Галерея

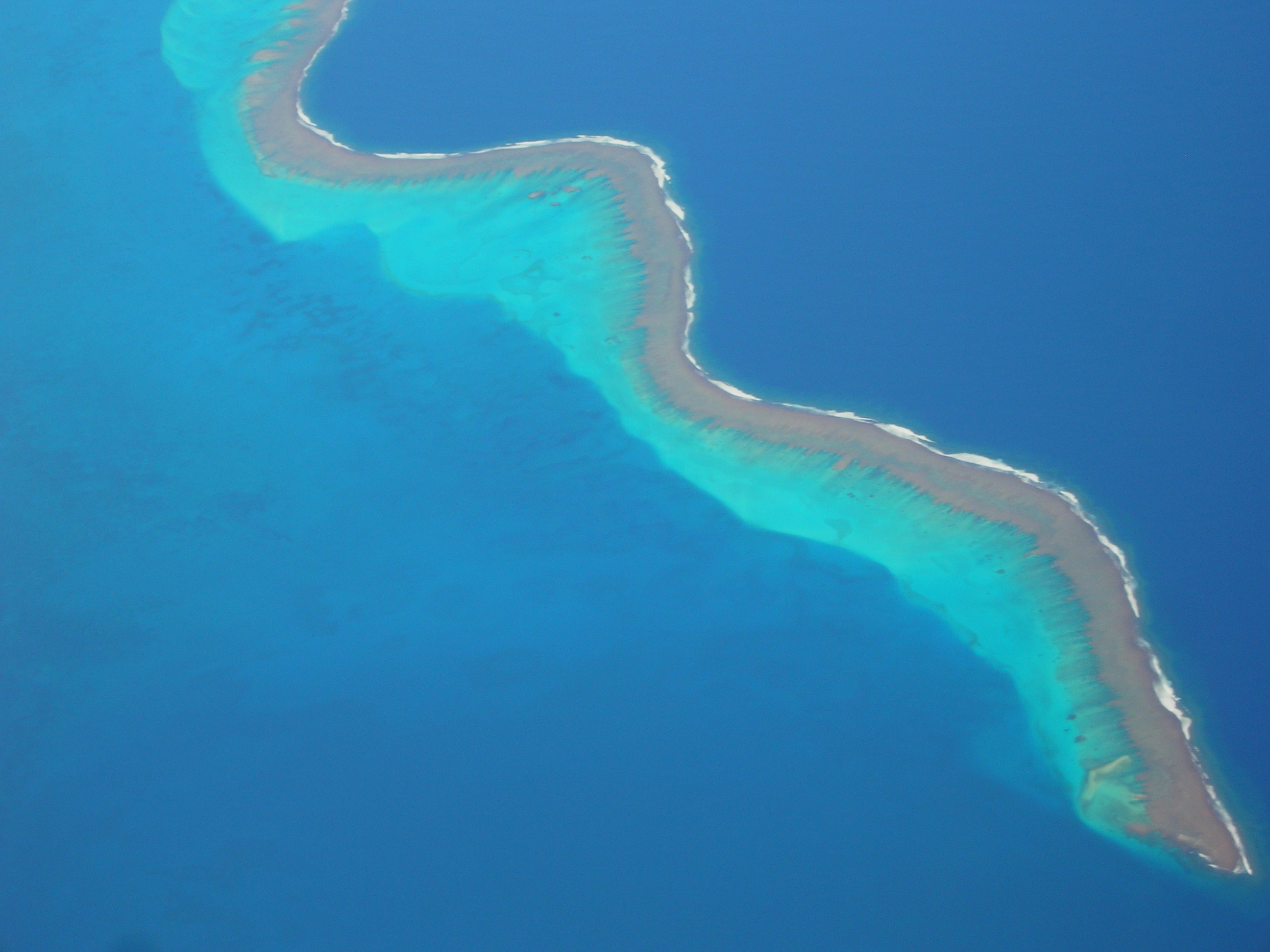
Риф Аннібал
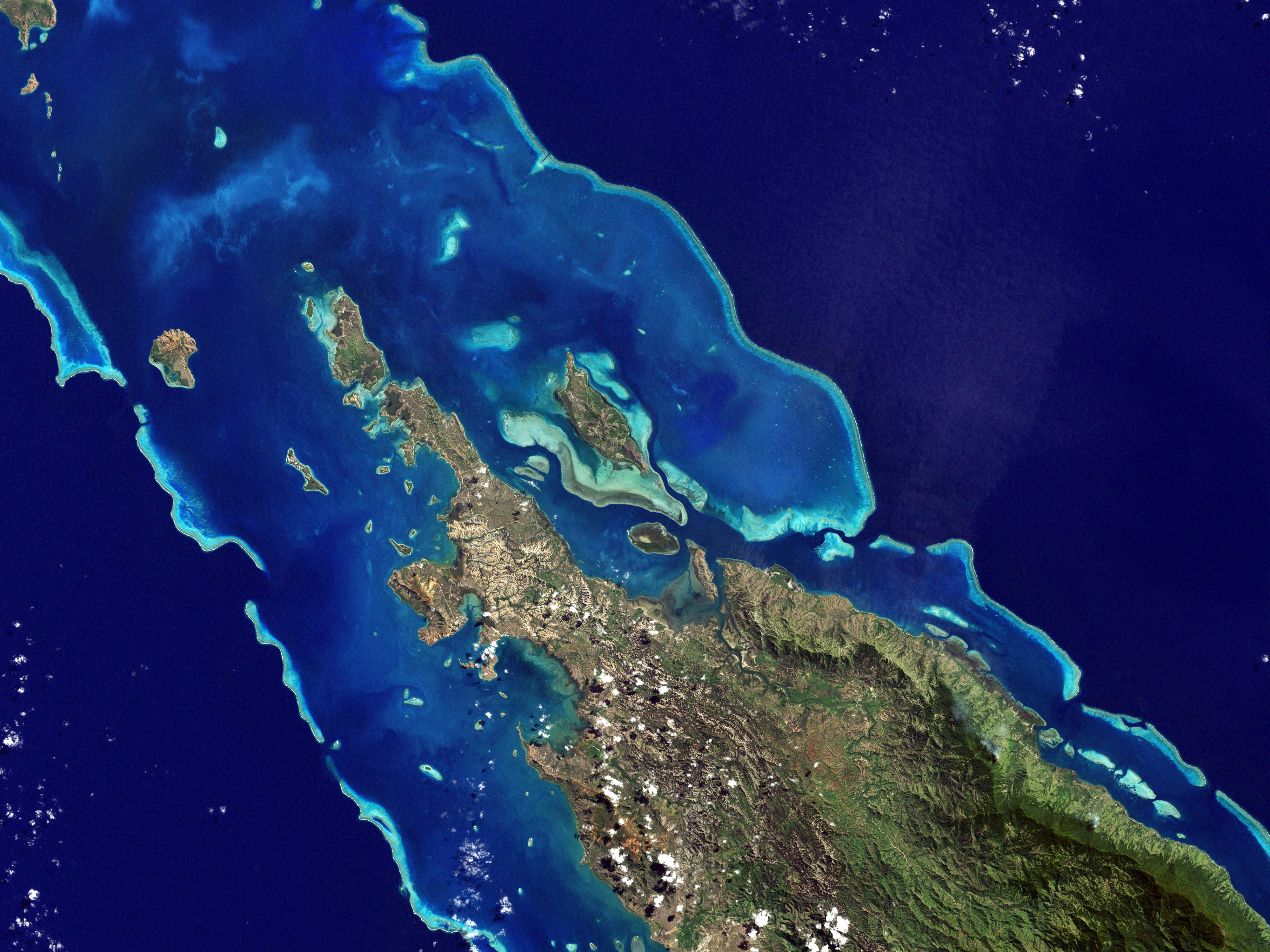
Вигляд із супутника
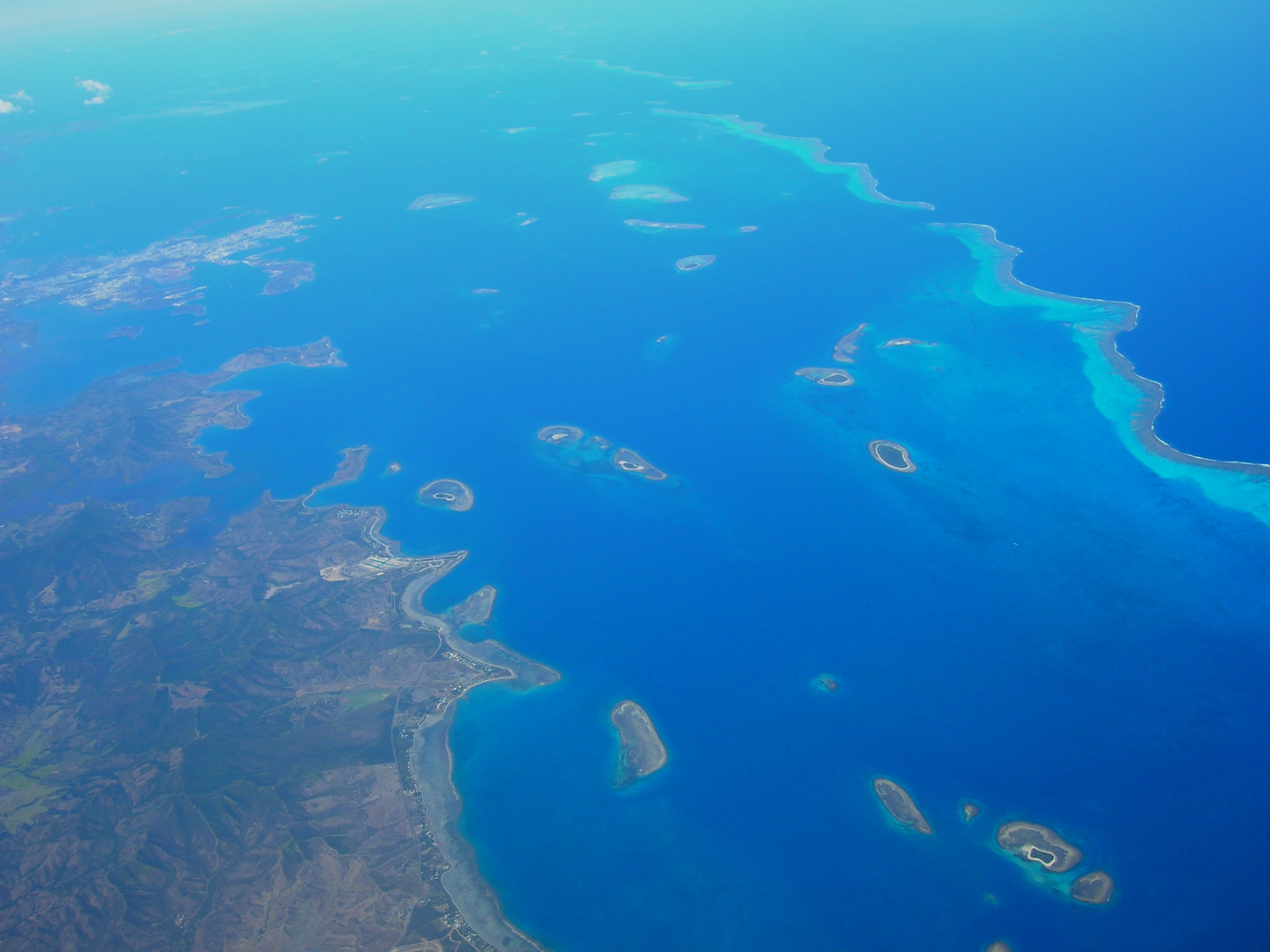
Паїта
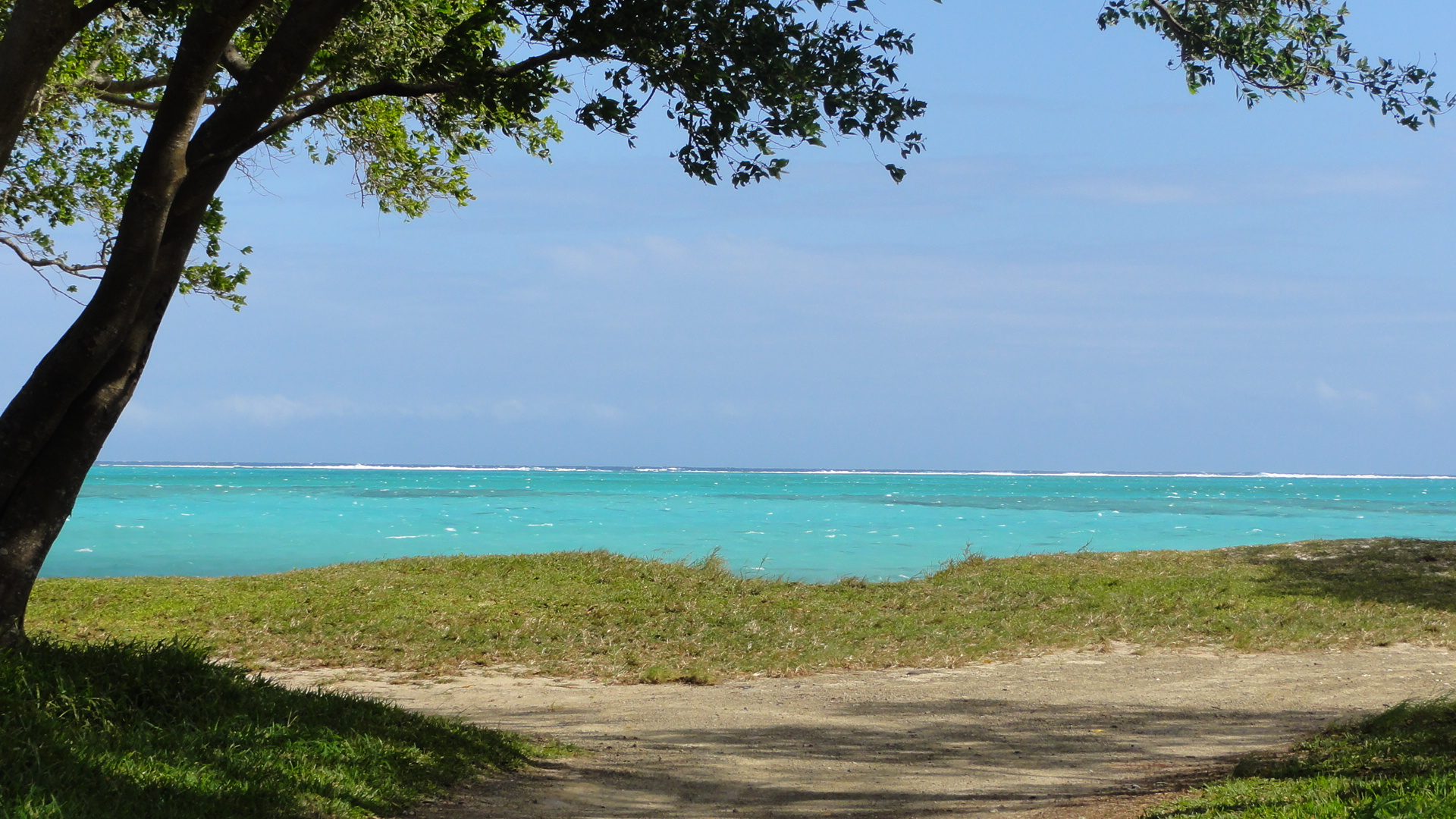
Лагуна Пое